# Boniface de Challant
Boniface de Challant († 18. Juni 1308 in Sion) war von 1289 bis 1308 Bischof von Sitten.

## Leben
Boniface entstammt dem im Aostatal begüterten Adelsgeschlecht der Herren von Challant. Er war der Sohn von Vizegraf Godefroy I. und der Beatrix von Genf, sein Bruder Aimo war Bischof von Vercelli.  Er war 1283 Kanoniker in Lyon und 1289 päpstlicher Kaplan. Nach dreijähriger Sedisvakanz wurde er 1290 Bischof von Sitten. Er liess auf einem Felsen über der Stadt die Burg Tourbillon erbauen. Mit der Unterstützung der Gemeinden besiegte er 1296 den aufständischen Adel unter der Führung von Peter IV. von Turn in der Schlacht von Leuk. Boniface schloss 1291 einen Handelsvertrag mit Mailand und 1301 einen Friedensvertrag mit Graf Amadeus V. von Savoyen ab. Er stiftete 1304 ein Spital in Brig und regelte 1307 den Handelsverkehr über den Simplon. In den Jahren 1300, 1303 und 1305 erliess er Synodalstatuten.